# Angelo Peruzzi
Angelo Peruzzi (* 16. Februar 1970 in Viterbo, Provinz Viterbo) ist ein ehemaliger italienischer Fußballspieler und aktueller Fußballtrainer.
Der größte Erfolg seiner Karriere war der Gewinn der Weltmeisterschaft im Jahr 2006 in Deutschland. In den 1990er Jahren konnte er mit Juventus Turin unter anderem die Champions League und den Weltpokal gewinnen.
Peruzzi war ein eher kleiner, sehr athletischer Torwart, deshalb hatte er während seiner Karriere immer wieder mit muskulären Problemen und Übergewicht zu kämpfen.

## Spielerkarriere

### Verein
Der Torhüter Angelo Peruzzi begann seine Karriere in den Jugendmannschaften des AS Rom, mit 14 Jahren war er Balljunge beim Finale im Europapokal der Landesmeister des AS Rom gegen den FC Liverpool. In seinen jungen Jahren galt er als das größte Torwarttalent des italienischen Fußballs.
Im Alter von 17 Jahren erhielt er bei der Roma seinen ersten Profivertrag. Am 13. Dezember 1987 gab er beim Auswärtsspiel des AS Rom beim AC Mailand sein Serie-A-Debüt. Peruzzi wurde für den Stammtorwart Franco Tancredi eingewechselt, da dieser von einem Wurfgeschoss getroffen wurde, die Partie wurde später mit 2:0 zu Gunsten der Römer gewertet.
Im Jahr 1989 wechselte Peruzzi zu Hellas Verona, mit denen er jedoch in seiner ersten Saison den Abstieg in die Serie B nicht vermeiden konnte.
Zur Saison 1990/91 kehrte er zum AS Rom zurück, wo er jedoch im Oktober 1990, zusammen mit Mannschaftskollege Andrea Carnevale,
des Dopings überführt und für ein Jahr gesperrt wurde.
Dennoch nahm ihn Juventus Turin zur Saison 1991/92 unter Vertrag, wo er nach kurzer Zeit Stammtorwart wurde. In den folgenden Jahren gewann er mit Juve fast alle erdenklichen Titel, darunter im Jahr 1996 die Champions League sowie drei italienische Meisterschaften.
Zur Saison 1999/2000 wechselte er zu Inter Mailand, um jedoch schon ein Jahr später für umgerechnet 17,9 Millionen Euro zu Lazio Rom zu wechseln, wo er bis 2007 Stammtorwart war.
Am 29. April 2007 beendete Peruzzi nach dem Derby gegen den AS Rom seine Profikarriere. Insgesamt wurde er dreimal zum besten Torhüter der Serie A gewählt und einmal mit dem Titel Guerin d’Oro ausgezeichnet.

### Nationalmannschaft
Angelo Peruzzi spielte für die U-18 und die U-21-Auswahl seines Landes. Im Jahr 1992 wurde er unter Trainer Cesare Maldini U-21-Europameister und nahm auch an den Olympischen Spielen in Barcelona teil, wo man im Viertelfinale scheiterte. Am 25. März 1995 gab er beim 4:1 gegen Estland sein Debüt in der A-Nationalmannschaft.
Die Europameisterschaft 1996 in England bestritt Peruzzi als Stammtorwart, schied aber mit seiner Mannschaft schon in der Vorrunde aus. An der WM 1998 konnte er verletzungsbedingt nicht teilnehmen.
Danach verlor er seinen Stammplatz an Torhüter wie Gianluigi Buffon und Francesco Toldo. Ein Angebot des damaligen Nationaltrainers Dino Zoff, zur Europameisterschaft 2000 als dritter Torwart mitzufahren, schlug er aus. So wurde Peruzzi zwischen 1999 und 2004 überhaupt nicht für die Nationalmannschaft berücksichtigt.
Aufgrund seiner guten Leistungen bei Lazio Rom nominierte ihn Nationaltrainer Giovanni Trapattoni als Ersatztorhüter für die Fußball-Europameisterschaft 2004 in Portugal. Zwei Jahre später wurde Angelo Peruzzi von Trapattonis Nachfolger, Marcello Lippi, auch für die Fußball-Weltmeisterschaft 2006 in Deutschland als Nummer 2 nominiert. Peruzzi, mittlerweile schon 36 Jahre alt, konnte so am 9. Juli 2006 in Berlin als Ersatztorwart, ohne zum Einsatz gekommen zu sein, mit dem Weltmeistertitel den größten sportlichen Erfolg seiner Karriere feiern. Später wurde er für seine professionelle Einstellung während des Turniers von seinen Mannschaftskameraden sehr gelobt. Daniele De Rossi sagte: "Angelo Peruzzi [...] war eines unserer Erfolgsgeheimnisse. Nur ein Mann mit großer Erfahrung und Charakter verhält sich so wie er.”
Sein letztes Länderspiel für Italien bestritt Angelo Peruzzi am 8. Oktober 2005 beim 1:0 gegen Slowenien.

## Leben nach der aktiven Laufbahn

### Trainerkarriere
Am 22. Oktober 2010 wurde er zum Co-Trainer der italienischen U-21-Nationalmannschaft ernannt. Dieses Amt hatte er bis ins Jahr 2012 inne. Danach war er noch für einige Monate Co-Trainer von Sampdoria Genua.

### Managerlaufbahn
Angelo Peruzzi arbeitet heute als Club Manager bei Lazio Rom. Diese Rolle hat Peruzzi seit dem 28. Juli 2016 inne. Er kehrte also 9 Jahre nach seinem Rücktritt als aktiver Fußballer zu den Hauptstädtern zurück.

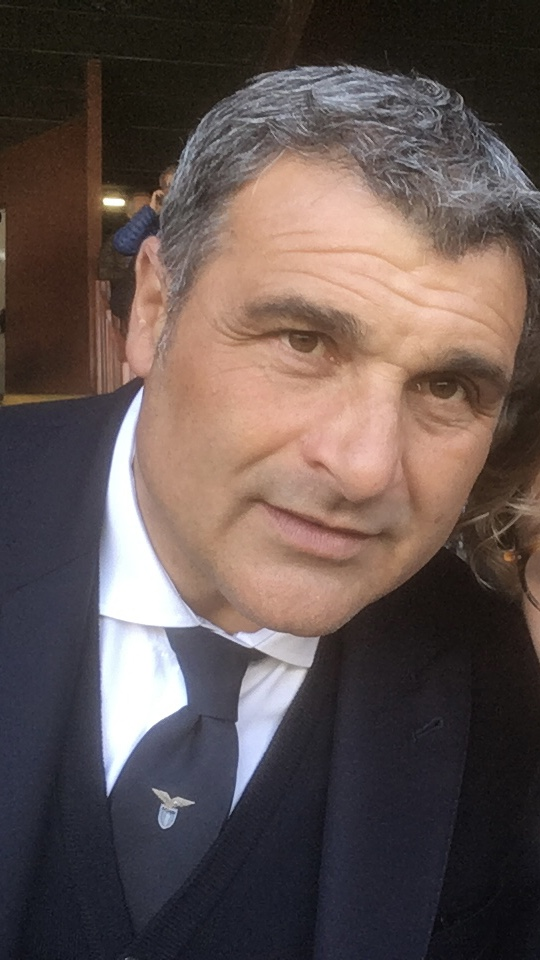
Peruzzi als Club Manager von Lazio Rom (2019)

## Erfolge

### Nationalmannschaft
- U-21-Europameister: 1992
- Weltmeister: 2006

### Verein
- Champions League: 1995/96
- Champions-League-Finalist: 1996/97, 1997/98
- UEFA-Pokal: 1992/93
- Weltpokal: 1996
- UEFA Super Cup: 1996
- Italienische Meisterschaft: 1994/95, 1996/97, 1997/98
- Coppa Italia: 1994/95
- Italienischer Supercup: 1995, 1997